# تعميم خاطئ
في المنطق والبُرهان، يُعد التّعميم الخاطِئ، بشكل مشابه للإثبات عن طريق المثال في الرياضيات، استنتاجًا يُطلق عن كل أو أغلب الأمثلة حول ظاهرة ما، ويُوصل إلى هذا الاستنتاج على أساس مثال واحد أو عدة أمثلة لتلك الظاهرة. يُعد التّعميم الخاطِئ مثالًا عن القفز نحو الاستنتاج. على سبيل المثال، قد يُعمِم شخص ما حول كل النّاس أو كل أعضاء مجموعة ما بناءً على ما يعرفه عن شخص واحد أو عدة أشخاص:
- إذا التقى شخص ما بشخص غاضب من دولة ما، يتوقع أن كل الأشخاص من تلك الدّولة غاضبون في أغلب الأوقات.
- إذا رأى شخص ما بجعات بيضاء فقط، سيعتقد أن كل البجعات بيضاء.

قد يقود التّعميم الخاطِئ إلى استنتاجات خاطِئة أبعد. قد يستنتج شخص ما، على سبيل المثال، أن المواطنين من دولة ما هم جينيًا أدنى منزلةً، أو أن الفقر هو خطيئة الفقراء.
بلُغة فلسفية دقيقة أكثر، مغالطة الاستقراء النّاقص هي استنتاج يُبنى على أساس مقدمات ضعيفة، أو هي استنتاج لا يبرره دليل ناجح أو غير منحاز. على عكس مغالطات الارتباط، في مغالطات الاستقراء الناقص، ترتبط المقدمات بالاستنتاجات، لكنها تدعم الاستنتاج بصورة ضعيفة فقط وبالتالي يُنتج التّعميم الخاطئ. يكمن جوهر المغالطة الاستقرائية في المغالاة في تقدير حجّة تستند إلى عينات كبيرة غير كافية تحت هامش أو خطأ ضمني.

## المنطق
يتبع التعميم الخاطئ غالبًا الصيغة التالية:
- النسبة س للعينة لها السمة ب.
- بالتالي النسبة س للكل لها السمة ب.

ينطلق ذلك التعميم، من مقدمة حول العينة (غالبًا غير ممثلة أو منحازة) إلى استنتاج عن الكل ذاته.
التعميم الخاطئ هو أيضًا أسلوب تفكير يأخذ تجارب شخص ما أو مجموعة ما ويوسعها بصورة خاطئة على المجموعات أو الأشخاص الآخرين.

## المغالطات الاستقرائية
- التعميم المتسرع هو مغالطة فحص عينة أو عينات قليلة جدًا أو دراسة حالة واحدة وتعميم ذلك ليكون ممثلًا عن طبقة الفاعلين أو الظاهرة.
- المعاكس للتعميم المتسرع هو الاستقراء الكسول، وهو مغالطة إنكار الاستنتاج المنطقي لحجة استقرائية وإلغاء تأثير «صدفة فقط» عندما لا يكون كذلك أبدًا.
- يرتبط الاستثناء الشامل بالتعميم المتسرع، ولكن يعمل على الجهة المقابلة له. إنه تعميم دقيق ولكنه يختار مؤهل معين يلغي حالات كافية (بصفتها استثناءات)؛ بالتالي ما يتبقى يكون أقل إثارة للإعجاب مما قد تقود العبارة الأساسية الشخص للاستنتاج.
- مغالطة العينات غير الممثلة هي مغالطة يُمثل فيها الاستنتاج باستخدام عينات غير مُمثلة أو منحازة.
- الوضوح المضلل هو نوع من التعميم المتسرع الذي يستهوي الحواس.[5]
- تحدث المحاججة الإحصائية الخاصة عندما يُجمع تفسير الإحصاءات المرتبطة من خلال البحث عن طرق لإعادة تصنيف أو لإعادة تحديد كمية بيانات نسبة من النتيجة ولكن لا يُطبق ذات التفحص على المجموعات الأخرى.[6]

## التعميم المتسرع
التعميم المتسرع هو مغالطة غير صورية للتعميم الخاطئ ويتصمن الوصول إلى التعميم الاستقرائي بناءً على دليل غير كافٍ، وبصورة أساسية الخروج باستنتاج متسرع دون اعتبار كل المتغيرات. في علم الإحصاء، قد يتضمن بناء استنتاج تعميمي بالنظر إلى إحصاءات مسح من مجموعة صغيرة التي تفشل في التمثيل الناجع للعدد الكلي. تُدعى مغالطته المعاكسة؛ الاستقراء الكسول والتي تتضمن إنكار استنتاج منطقي لحجة استقرائية (على سبيل المثال: إنها مصادفة فقط).
أمثلة
- س صحيح بالنسبة لـ أ.
- س صحيح بالنسبة لـ ب.
- بالتالي س صحيح لـ ج، ر، ع ...إلخ.
- على سبيل المثال، عندما يسافر شخص ما عبر قرية ويلتقي بعشرة أطفال، سيستنتج بصورة خاطئة عدم وجود أشخاص بالغين في القرية.